# Diana Wynyard
Diana Wynyard (16 de janeiro de 1906 – 13 de maio de 1964) foi uma atriz britânica. Foi indicada ao Oscar de melhor atriz na edição de 1934 por interpretar Jane Marryot no filme Cavalcade.

## Filmografia
- Rasputin and the Empress (1932)
- Cavalcade (1933)
- Men Must Fight (1933)
- Reunion in Vienna (1933)
- Where Sinners Meet (1934)
- Let's Try Again (1934)
- One More River (1934)
- On the Night of the Fire (1939)
- Gaslight (1940)
- Freedom Radio (1941)
- The Prime Minister (1941)
- Kipps (1941)
- An Ideal Husband (1947)
- Tom Brown's Schooldays (1951)
- The Feminine Touch (1956)
- Island in the Sun (1957)